# الغارة الإسرائيلية على بيروت (سبتمبر 2024)
في 20 سبتمبر 2024، قصفت طائرات قوات الاحتلال الإسرائيلي مبنى في حارة حريك في الضاحية الجنوبية لبيروت في لبنان. قالت إسرائيل إنها استهدفت بالضربة وقتلت إبراهيم عقيل، عضو مجلس الجهاد التابع لحزب الله وزعيم قوة الرضوان، وبحسب وزارة الصحة اللبنانية استشهد 51 شخصًا وأصيب 66 آخرون. وزعم الجيش الإسرائيلي مقتل ما لا يقل عن عشرة أعضاء من قيادة حزب الله.

## الهجوم
في حوالي الساعة 15:45 توقيت شرق أوروبا، استهدفت ضربة مبنى في شارع جاموس في حي القائم في الضاحية الجنوبية لبيروت، وهي منطقة معروفة بأنها معقل لحزب الله، أشارت تقارير أولية إلى أن نعيم قاسم، الرجل الثاني في قيادة حزب الله، كان أحد المستهدفين، وقالت وكالة الأنباء الوطنية اللبنانية إن الضربة نُفذت في طلعتين جويتين بواسطة طائرة مقاتلة من طراز إف-35.
قُتل ما لا يقل عن 51 شخصًا، بينما أصيب 66 آخرون، تسعة منهم في حالة حرجة، أظهرت لقطات من الموقع المستهدف أضرارًا جسيمة بالمبنى، حيث كان الشارع مليئًا بالحطام والمركبات المدمرة. كما ورد أن الجيش الإسرائيلي أكد «ضربة مستهدفة»؛ ولم يُعْلَنْ عن أي تغييرات في إرشادات الدفاع لقيادة الجبهة الداخلية كما انهار مبنى آخر في الهجوم.
إدعى الجيش الإسرائيلي أن ما لا يقل عن 10 من قادة حزب الله قتلوا في الغارة الجوية في بيروت إلى جانب إبراهيم عقيل.

## ردود الفعل

### لبنان
- : وقال رئيس الوزراء اللبناني نجيب ميقاتي إن الهجوم «يثبت مرة أخرى أن العدو الإسرائيلي لا يحترم ولا يضع وزن لأي اعتبارات إنسانية أو قانونية أو أخلاقية».[11]

### دوليًا وأخرى
- حركة حماس: أدانت الحركة الهجوم وعدته «عدوان إرهابي اغاشم» وعدّته «جريمة جديدة ضمن مسلسل الجرائم الصهيونية المتواصل، وانتهاكا للسيادة اللبنانية، وتصعيداً للعدوان الصهيوني»، و«إن ما تقوم به حكومة الاحتلال من تصعيد عدوانها، وتكثيف غاراتها على الأحياء السكنية، أو تفجير وسائل اتصال مدنية بهدف إيقاع أكبر عدد من الضحايا، دون تفرقة بين عسكري ومدني في لبنان، أو مجازر وحشية وحرب إبادة في غزة وعدوان بالضفة الغربية؛ هو تجاوز صارخ لكل القواعد والأعراف الإنسانية».[12]
- الولايات المتحدة: وقال المتحدث باسم مجلس الأمن القومي في البيت الأبيض جون كيربي إنه "ليس على علم بأي إخطار مسبق بشأن الضربات الإسرائيلية على بيروت"،[12] وقال مستشار الأمن القومي الأمريكي جيك سوليفان إن الاغتيال كان بمثابة تحقيق للعدالة لعقيل، قائلاً: "في كل مرة يتم فيها تقديم إرهابي قتل أمريكيين إلى العدالة، نعتقد أن هذه نتيجة جيدة".